# OroboROX
OroboROX è un window manager essenziale per X Window System. Il progetto è un fork di Oroborus profondamente modificato e a cui sono state aggiunte delle caratteristiche.

## Caratteristiche
Sebbene si sia sviluppato come window manager ufficiale del ROX Desktop, OroboROX è un progetto indipendente e può essere usato nei normali ambiti di window manager. Essendo nato da Oroborus ne condivide le caratteristiche (principalmente leggerezza, buona accessibilità da tastiera e funzionalità limitate) cui aggiunge le seguenti innovazioni:
- supporto a freetype2, che consente una migliore qualità di visualizzazione testo attraverso l'antialiasing;
- compatibilità (limitata) alle specifiche EWMH;
- aggiunta di una piccola utilità per la selezione del tema delle finestre (basata su PyGTK e ROX-Lib2);
- distribuzione in formato application directory, per una migliore integrazione col ROX Desktop.

Il non pieno supporto alle specifiche EWMH può generare inconvenienti con applicazioni che fanno uso di finestre particolari. Un esempio tipico è il front-end grafico di Xine.